# Вейсенберг Семен Юхимович
Семе́н Юхи́мович Вейсенберг (нар. 1863, Кам'янець-Подільський, нині Хмельницької області — пом. 1925) — єврейський юрист і громадський діяч у Російській імперії. Делегат декількох Всесвітніх сіоністських конгресів і російських з'їздів сіоністів, член ради акціонерного товариства «Брокгауз—Єфрон».

## Біографія
Народився 1863 року в Кам'янці-Подільському. 1886 року закінчив Петербурзький університет.
Вейсенберг рано став брати участь в єврейському громадському житті. В університеті він примкнув до палестинофільського руху та разом із Василем Берманом і Тьомкіним заснував перший у Петербурзі палестинофільський гурток. Він також брав участь у різних палестинофільських заходах у 1880-х і 1890-х роках (зокрема, в створенні колонії Одеського комітету).
З появою сіонізму Вейсенберг одним із перших у Петербурзі прилучився до нього. Він був делегатом III, IV, VI і VIII конгресів сіоністів і російських сіоністських з'їздів у Мінську та Гельсингфорсі, деякий час керував петербурзькою сіоністською організацією.
Вейсенберг працював і в позапартійних установах: у Товаристві просвіти між євреями в Росії, Товаристві для наукових єврейських видань та ін.
У визвольну епоху 1905—1907 років Вейсенберг брав діяльну участь у «Союзі повноправності», був членом його центрального і петербурзького комітетів. Вейсенберг був виборцем від Петербурга під час виборчих кампаній перших двох Державних Дум і членом так званого Дорадчого бюро при євреях-депутатах III Думи.